# Spilosoma discinigra
Spilosoma discinigra là một loài bướm đêm thuộc phân họ Arctiinae, họ Erebidae.